# La Caverne maudite
Pour plus de détails, voir Fiche technique et Distribution.
La Caverne maudite est un film français, sorti en 1898. Il s'agit d'un des premiers films d'horreur, l'une des premières incursions de Méliès dans ces thèmes (son film Le Manoir du diable, réalisé en 1896, est parfois qualifié de premier film d'horreur) . La Caverne maudite serait également le premier film dans lequel Méliès a utilisé la technique cinématographique de l'exposition multiple. 
Le film est sorti chez la Star Film Company de Méliès et porte le numéro 164 dans ses catalogues. Il est aujourd'hui considéré comme perdu.

## Fiche technique
- Titre français : La Caverne maudite
- Réalisation : Georges Méliès
- Pays d'origine : France
- Format : Noir et blanc - Film muet
- Genre : court métrage, horreur
- Date de sortie : 1898